# Alapkőletétel

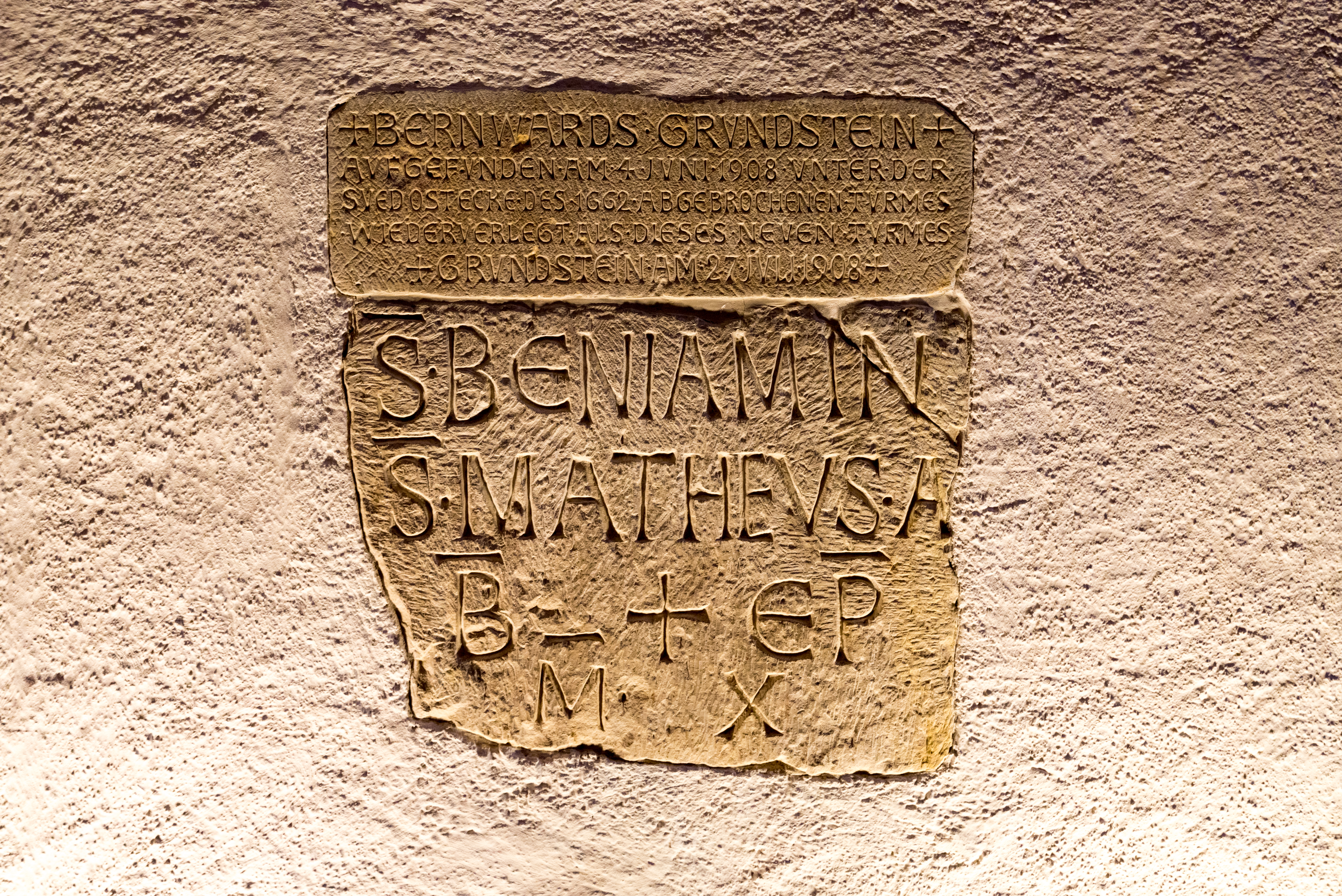
A hildesheimi Szent Mihály-templom alapköve 1010-ből

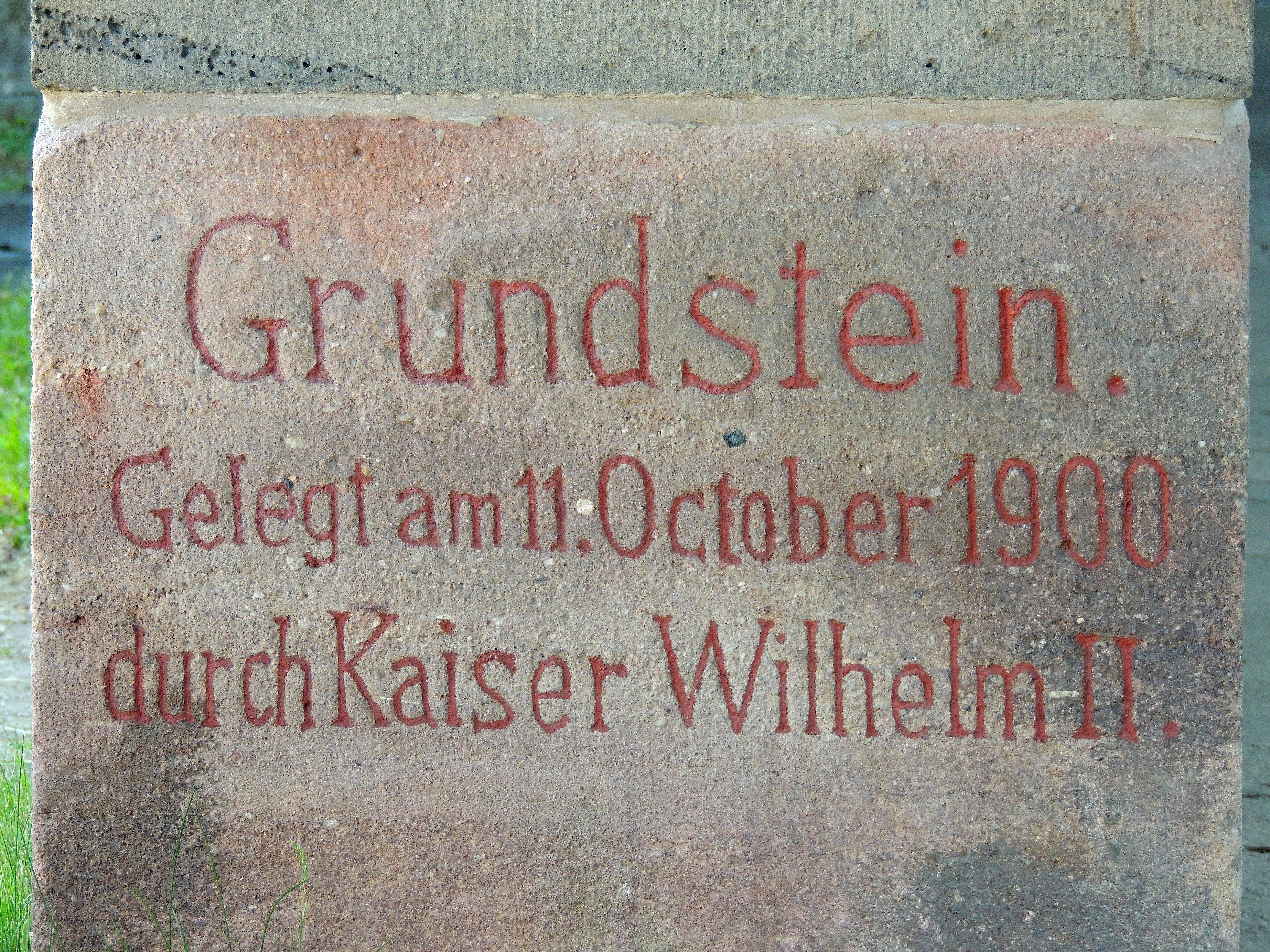
A Saalburg kastély alapköve (1900. október 11.)

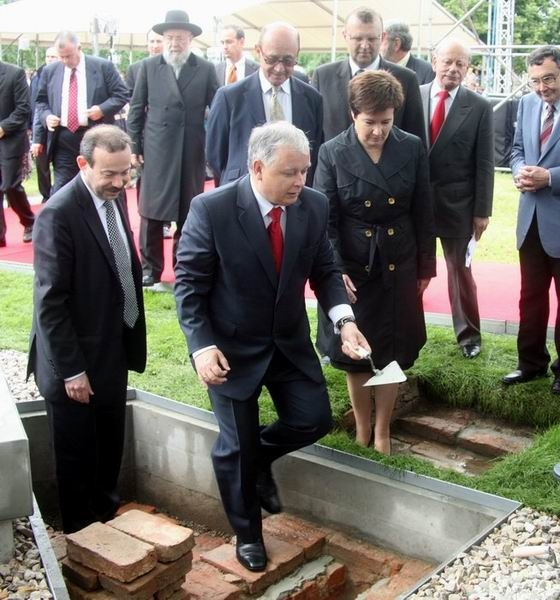
Lech Kaczyński elnök a varsói Lengyel Zsidók Történeti Múzeumának alapkőletételén

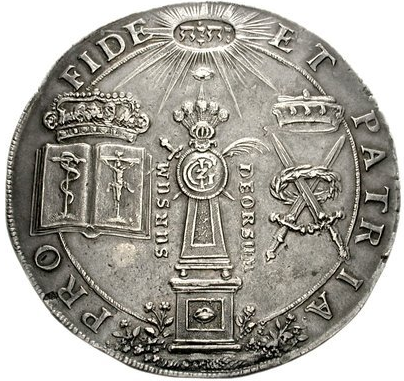
Emléktallér a Drezda melletti moritzburgi kastélyban található kápolna alapkőletételéről

Az építőiparban az alapkőletétel egy (szimbolikus) alapkő körüli szertartás, amelyre új építményt kell felállítani.

## Általánosságban
„Az alapkőletétel szokása világszerte mindig is megtalálható volt. A Bibliában, a 118. zsoltárban, a 22. vers említ egy szegletkövet” (Zsolt 118:22)
Az alapkőletétel nem esik egybe az építkezés tényleges megkezdésével – a legtöbb esetben a földmunkák megkezdésével, az alapok kiásásával –, amit gyakran más ünnepséggel is emlékezetessé tesznek, pl. az első ásónyom megünneplésével.
Átvitt értelemben az „alapkövet” gyakran használják valami alapvető, egy másik helyzethez nélkülözhetetlen fogalom hangsúlyozására.

## Technikai kérdések
Az alapkőletételt különösen a templomokban és a nyilvános vagy félig nyilvános épületekben (például városházákban vagy adminisztrációs épületekben) ünneplik. Általában különlegesen művészi kidolgozású alapkőkalapácsot használnak, amellyel három szimbolikus ütést mérnek az alapkőre a hangosan elmondott felszentelési formula vagy áldás kíséretében.
Az alapkövek gyakran üregesek, és úgynevezett „időkapszulát” tartalmaznak, például egy leforrasztott bádogtartályt, amely tartalmazhat egy dokumentumot, amely információkat tartalmaz az építési projektről, tanúságtételeket, például aktuális napilapokat és/vagy pénzérméket, esetleg más szimbolikus tárgyakat. Az ilyen alapköveket általában az alapozás területén befalazzák, hogy csak akkor váljanak újra hozzáférhetővé, amikor az épület megsemmisül. A sírkövekben található időkapszulák alternatívája a toronygömbök, amelyek könnyebben hozzáférhetőek, de kevésbé védettek is.

## Példák a történelemből
- Az őskortól a késő középkorig tartó időszakban is készültek különféle építkezési felajánlások, amelyek szimbolikus jelentése hasonló.
- Az alapkőletétel ünnepélyes megrendezése az ókori Egyiptomból származik, a késő ptolemaioszi korszakban. Például Hathor denderai temploma építésekor a király maga készítette és helyezte el a sarokkövet.[1]
- Az alapkő szimbolikus jelentését az ókori világban az is tükrözi, hogy számos bibliai szövegben gyakran említik az „alapkő” vagy azzal egyenértékű „sarokkő” kifejezést (Jer 51,26; Jel 21,14; Zsolt 117,22; Mt 21, 41). Mk 12:10; Lk 20:17; Ap 4:11; 1Prédikátor 2:6 és 2:7)
- Egy korai templomépület alapkövét őrizték meg a hildesheimi Szent Mihály-templomban 1010-ből.
- III. Diederich von Isenburg püspök szobra 1230-1240 körül a münsteri katedrális paradicsomi előcsarnokában áll talán az egyetlen középkori szobor, amely sarokkövet tart a kezében.[2]
- Alkalmanként feliratos sírfát helyeznek az épület falaiba a föld szintje felett, hogy kívülről vagy belülről is látható legyen. Ezt a fajta alapkövet például II. Vilmos német császár alapkőletételén fektették le. 1900. október 11-én a saalburgi római erőd újjáépítésére használták.
- A moritzburgi kastélyban található kápolna alapkövét tették le 1661. november 1-jén, a szászországi II.János György feleségének születésnapján. A választófejedelem maga fektette le az alapkövet, és zárta bele többek között az első emléktallér három darabját a moritzburgi várkápolna alapkőletételéhez.[3]
- Vannak olyan esetek is, amikor az alapkőletétel az építkezés szimbolikus megkezdéseként – vagyis az ünnepélyes (első) alapkőletétel helyett – korai időpontban megtörtént, és a végső kivitelezési munkálatok csak valamivel később kezdődtek, mint pl. a Düppel-emlékmű esete.
- A modern időkben megőrizték azokat a vakolatsimítókat és kalapácsokat, amelyeket a neves résztvevők az alapkőletételhez használtak, például az ezüst simítót, amelyet Johann Smidt brémai polgármester és Georg Gröning szenátor használt 1828-ban a régi bremerhaveni kikötő kamrazárának avatásához, amelyet nem sokkal korábban alapítottak.[4]

## Fordítás
- Ez a szócikk részben vagy egészben  a   Grundsteinlegung című német Wikipédia-szócikk ezen változatának fordításán alapul.  Az eredeti cikk szerkesztőit annak laptörténete sorolja fel. Ez a jelzés csupán a megfogalmazás eredetét és a szerzői jogokat jelzi, nem szolgál a cikkben szereplő információk forrásmegjelöléseként.